# Sitx de Zaporíjia
Sitx de Zaporíjia (Ucraïnès: Запорізька Січ) - es tracta d'una fortalesa que va ser un centre fortificat dels cosacs ucraïnesos de la segona meitat del segle XVI - finals del segle XVIII, situada al sud d'Ucraïna. S'ha conservat informació sobre vuit d'aquestes fortaleses, que es van succeir. El fundador del primer Sich va ser Dmytro Vyshnevsky.